# Tîleavka, Șumsk
Tîleavka (în ucraineană Тилявка) este localitatea de reședință a comunei Tîleavka din raionul Șumsk, regiunea Ternopil, Ucraina.

## Demografie
Componența lingvistică a localității Tîleavka
     Ucraineană (100%)
Conform recensământului din 2001, toată populația localității Tîleavka era vorbitoare de ucraineană (100%).